# 卢格敦高卢
卢格敦高卢（拉丁語：Gallia Lugdunensis），又名里昂高盧，成立於公元前27年，是羅馬帝國的一個元首行省，位於今日法國的北部布列塔尼半岛及中部地區。